# Порентру
Порентру (фр. Porrentruy, итал. Porrentruy) је град у северозападној Швајцарској. Порентру је други по важности град у оквиру кантона Јура, где је истоименог седиште округа Порентру. 
Порентру је познат по добро очуваном старом градском језгру.

## Природне одлике
Порентру се налази у крајње северозападном делу Швајцарске, близу државне границе са Француском. Француска заправо окружује предео око Порентруа са три стране, па округ Порентру чини својеврсни „џеп“ Швајцарске у Француској. На јаближем месту граница је удаљена 6 км од града.
Од најближег већег града, Базела, град је удаљен 70 км западно, а од престонице Берна, град је удаљен 95 км северно.
Рељеф: Порентру се налази на висоравни у области Јуре, на приближно 420 метара надморске висине. Окружење града је валовито.
Клима: Клима у Порентруу је умерено континентална.
Воде: Кроз Порентру протиче више мањих потока.

## Историја
Подручје Порентруа је било насељено још у време праисторије и Старог Рима, али није имало велики значај.
Први помен насеља под данашњим називом везује се за годину 1136. 
У 16. веку, током реформације, Порентру постаје значајно римокатоличко упориште, будући да је овде пребегао епископ побуњеног града Базела. Тада, због значаја епископског седишта, град доживљава свој врхунац (градња црква и другим велелепних здања).
Вишевековно благостање и мир били су прекинути током Наполеонових ратова град је био присилно прикључен Француској. После тога град је постао део Швајцарске конфедерације и са околином је укључен у Кантон Берн.
Положај на граници довео до опадања значаја Порентруа крајем 19. и током 20. века. Почетком 20. века оближњи Делемон је преузео улогу средишта француског дела кантона Берн.
Јачање немачког утицаја у овој области, традиционално насељеној Французима, довело је до појаве покрета за издвајање француског дела Кантона Берн у засебни кантон. Овај покрет јавио се 1947. године, да би 1979. године, на основу референдума, успостављен нови данас најмлађи Кантон Јура са Делемоном као главни градом.

## Становништво
2010. године Порентру је имао нешто нешто мање од 7.000 становника. Од тога 16,4% чине страни држављани.
Језик: Швајцарски Французи чине традиционално становништво града и француски језик је званични у граду и кантону. Међутим, градско становништво је током протеклих неколико деценија, појавом усељеника из различитих делова света, постало веома шаролико, па се на улицама Порентруа чују бројни други језици. Тако данас француски говори 89,5% градског становништва, а прате га немачки (2,8%) и италијански језик (2,2%).
Вероисповест: Месни Французи су одувек били римокатолици. И данас римокатолици чине већину становништва (74,3%), уз приметан удео протестаната (9,7%), а друге вероисповести су мање заступљене. Атеисти чине 7,1% градског становништва.

## Галерија слика
- Главна градска улица
- Градска кућа Порентруа
- Римокатоличка Црква св. Петра
- Градски замак